# Théâtre national des jeunes spectateurs d’Azerbaïdjan
Le Théâtre national  des jeunes spectateurs d’Azerbaïdjan (azéri : Azərbaycan Dövlət Gənc Tamaşaçılar Teatrı) est situé au centre de Bakou.

## Histoire du théâtre
Le Théâtre national des jeunes spectateurs d'Azerbaïdjan (ASTYS) est fondé en 1928 sous le nom de Théâtre pour enfants de Bakou, conformément à la résolution du Commissariat à l'éducation populaire d'Azerbaïdjan du 20 septembre 1928. La troupe initiale d'acteurs et de metteurs en scène du théâtre comprenait Aghadadach Gurbanov, Souleïman Alekserov, Huseynaga Sadikhov, Zafar Nematov et d’autres.
La section russe du théâtre commence ses activités le 6 novembre 1928.
En 1930, ce théâtre comprend une troupe azerbaïdjanaise, créée sur la base du club de théâtre pionnier du Club des marins de Bakou.
Au cours des premières années de son existence, le théâtre met en scène des pièces d'écrivains russes, qui constitue le répertoire des théâtres de jeunesse d'autres villes de l'URSS

## Répertoire
Dans les années 1930, le répertoire du théâtre inclut les pièces des dramaturges azerbaïdjanais : « Dans les rues de Djafarov » et « Melik-Eganov » (1932), « Nargiz » (1936), « Ayaz » (1937), « Gyzyl Gush » (L'oiseau d'or) « Seyidzade » (1938) et « Mamed-Partisan », « Iskenderov » et « Sabit Rahman » (1939). En 1936, le théâtre porte le nom de Maxime Gorki, « Parc de la Cerisaie » d'Anton Tchekhov, « Othello » de William Shakespeare et d'autres.
Le Théâtre pour enfants de Bakou est renommé sur ordre du Commissariat à l'instruction publique d'Azerbaïdjan du 18 juillet 1936 et s'appelle depuis lors  Théâtre d'État des jeunes spectateurs d'Azerbaïdjan.
En 1937, l'écrivain pour enfants Abdulla Shaig est nommé directeur du département littéraire du théâtre. « Khasay » d'Abdulla Shaig, « Azad » d'Ayyub Abbasov sont mis en scène du théâtre. Le théâtre reçoit le titre de Lauréat du Prix du Komsomol en 1978 et l'Ordre d'honneur en 1979.
Le 24 décembre 2013, la petite scène du théâtre dont la capacité est de 45 spectateurs ouvre ses portes.
En 2013, le théâtre prépare des représentations tirées des œuvres d’Alexis Nikolaïevitch Tolstoï et d’Astrid Lindgren. En 2014, le théâtre crée un prix pour encourager et évaluer les activités du personnel créatif du théâtre dans diverses catégories.